# Everybody's Free (To Feel Good)
Everybody's Free (To Feel Good) är en sång av Rozalla, utgiven som singel den 26 augusti 1991. Den återfinns på albumet Everybody's Free, utgivet 1992. "Everybody's Free (To Feel Good)" nådde första plats på UK Dance och Billboard Hot Dance Club Songs.
199B hade Jasmin Wagner då kallad Blümchen en stor hit med låten "Ich Bin Wieder Hier" som är en cover på Everybody's Free (To Feel Good).